# 1-я танковая армия (вермахт)
1-я танковая армия (нем. 1. Panzerarmee) — оперативное объединение (танковая армия) сухопутных войск вооружённых сил нацистской Германии периода Второй мировой войны.
Создана 16 ноября 1940 года как 1-я танковая группа (нем. Panzergruppe 1). 6 октября 1941 года переименована в 1-ю танковую армию. С января по май 1942 года именовалась как армейская группа «Клейст» (нем. Armeegruppe Kleist). В июле 1944 года именовалась армейская группа «Раус» (нем. Armeegruppe Raus). В августе-октябре 1944 года и в январе 1945 года именовалась армейская группа «Хайнрици» (нем. Armeegruppe Heinrici).

## Боевой путь
Во время Французской кампании танковая группа «Клейст», в состав которой входили пять танковых дивизий из десяти, имевшихся у Германии, в мае-июне 1940 сыграла большую роль в разгроме англо-французских войск, что привело к капитуляции Франции и эвакуации английских войск.  
В апреле 1941 года участвовала в Балканской кампании (захват Югославии и Греции).
С 22 июня 1941 года — на Восточном фронте. К началу войны в составе 1 танковой группы Эвальда фон Клейста в составе 5 танковых дивизий находилось 769 танков, в том числе 219 PzKpfw II, 355 PzKpfw III и 100 PzKpfw IV. В составе группы армий «Юг» участвовала в операции «Барбаросса». Бои на Западной Украине, в районе Киева, в Донбасско-Ростовском сражении (район Таганрога и Ростова-на-Дону).
19 октября 1941 года 1-я танковая армия прорвалась к городу Сталино. 20 октября 1941 года 1-я танковая армия заняла Сталино. Потерпела поражение в ходе Ростовской наступательной операции РККА.
В 1942 году — бои в районе Харькова, затем на Кубани и Северном Кавказе.
В 1943 году — бои в районе Харькова, затем на реке Днепр.
В марте 1944 года — бои в Каменец-Подольском котле, с потерями армия прорвалась на Западную Украину. В июле 1944 года отступила в Словакию.
В 1945 году — бои в Чехии.

## Боевой состав
| В марте 1941: - 40-й моторизованный корпус - 30-й армейский корпус - 18-й горный армейский корпус В июне 1941: - 3-й моторизованный корпус - 13-я танковая дивизия - 14-я танковая дивизия - 25-я моторизованная дивизия - 14-й моторизованный корпус - 9-я танковая дивизия - 5-я моторизованная дивизия СС «Викинг» - 1-я моторизованная дивизия СС «Лейб-штандарт СС Адольфа Гитлера» - 48-й моторизованный корпус - 11-я танковая дивизия - 16-я танковая дивизия - 29-й армейский корпус: - 299-я пехотная дивизия - 44-я пехотная дивизия - 16-я моторизованная дивизия (резерв) В ноябре 1941: - 3-й моторизованный корпус - 14-й моторизованный корпус - 49-й горный армейский корпус | В сентябре 1942: - 3-й танковый корпус - 40-й танковый корпус - 52-й армейский корпус В августе 1943: - 40-й танковый корпус - 57-й танковый корпус - 30-й армейский корпус В марте 1944: - 3-й танковый корпус - 24-й танковый корпус - 46-й танковый корпус - 59-й армейский корпус В сентябре 1944: - 24-й танковый корпус - 11-й армейский корпус - 1-я венгерская армия |

## Командование армии

### Командующие армией
- генерал-полковник Эвальд фон Клейст (16 ноября 1940 – 21 ноября 1942)
- генерал-полковник Эберхард фон Макензен (21 ноября 1942 – 29 октября 1943)
- генерал-полковник Ханс-Валентин Хубе (29 октября 1943 – 21 апреля 1944)
- генерал пехоты Курт фон дер Шевалери (21 апреля 1944 – 18 мая 1944)
- генерал-полковник Эрхард Раус (18 мая 1944 – 15 августа 1944)
- генерал-полковник Готхард Хейнрици (15 августа 1944 – 19 марта 1945)
- генерал танковых войск Вальтер Неринг (19 марта 1945 – 8 мая 1945)

### Начальники штаба армии
- полковник (с 1 февраля 1942 - генерал-майор) Курт Цейтцлер (16 ноября 1940 – 24 апреля 1942)
- генерал-майор Эрнст-Феликс Феккенштедт (24 апреля 1942 – 15 марта 1943)
- генерал-майор Вальтер Венк (15 марта 1943 – 15 марта 1944)
- полковник Карл Вагенер (15 марта 1944 – 5 ноября 1944)
- полковник Иво-Тило фон Трота Trotha (5 ноября 1944 – 15 февраля 1945)
- полковник Ульрих Бюркер (15 февраля 1945 – 20 апреля 1945)
- полковник Георг фон Вайтерсхаузен (20 апреля 1945 – 8 мая 1945)

## Потери
Согласно данным десятидневок ОКХ, 1-я танковая армия потеряла:
С 11 по 20 июля 1942 года 1400 человек погибшими, 5467 человек ранеными и 541 человека пропавшими без вести, а всего 7408 человек личного состава.
С 21 по 31 июля 1942 года потери составили 1177 человек погибшими, 4563 человека ранеными и 1348 человек пропавшими без вести, а всего 7088 человек личного состава.